# Station (attractie)

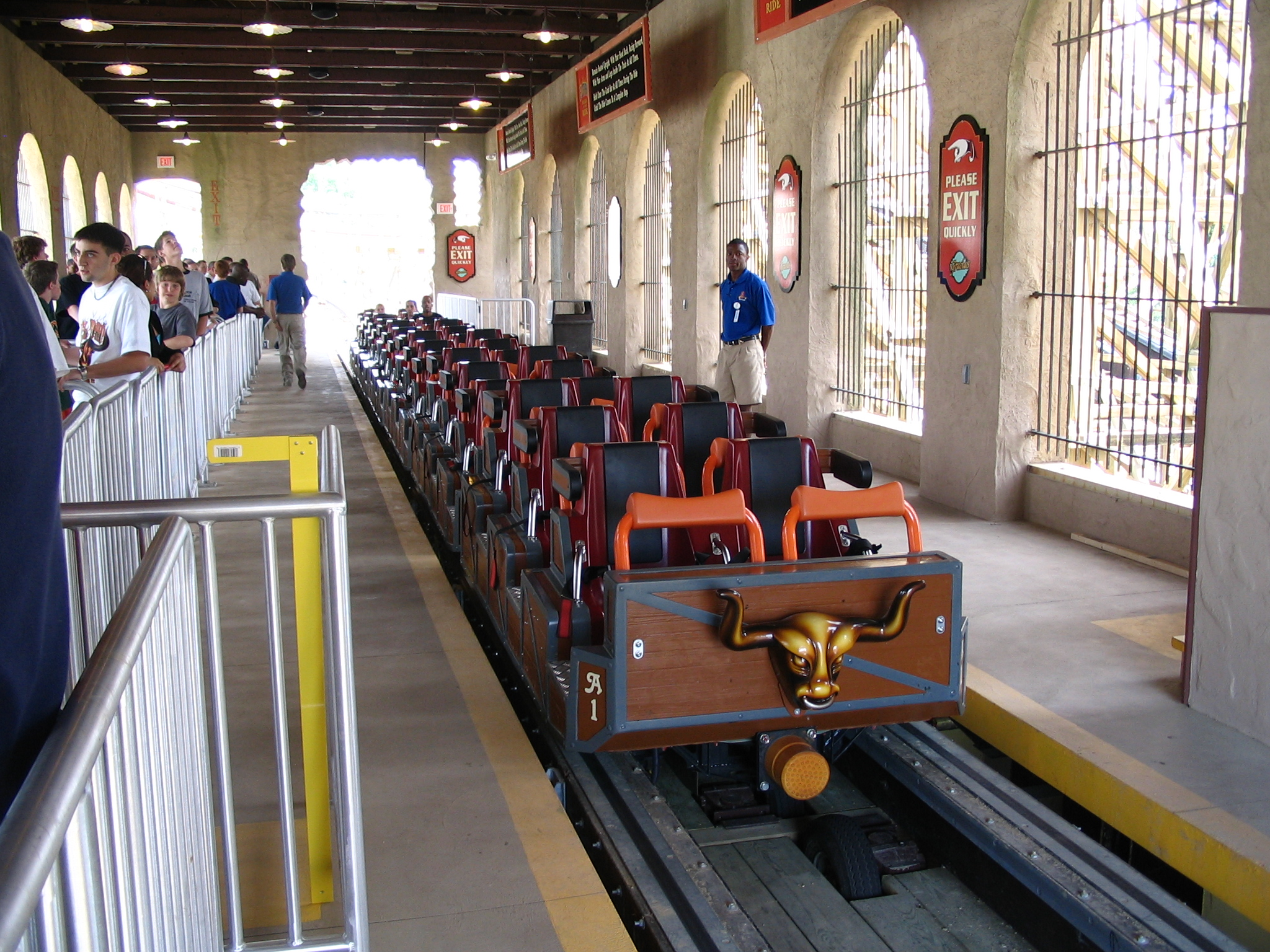
Het station van El Toro in Six Flags Great Adventure met links de hekken met wachtende bezoekers.

Het station is bij een achtbaan of attractie de plaats waar de bezoekers in- en uitstappen. Ook bevinden zich bij het station vaak de bedieningspanelen van een attractie. Bezoekers kunnen bij sommige typen attracties hun spullen achterlaten om te voorkomen dat deze tijdens de rit nat worden of kunnen vallen.

## Elementen en procedures in achtbaanstations

### De rail

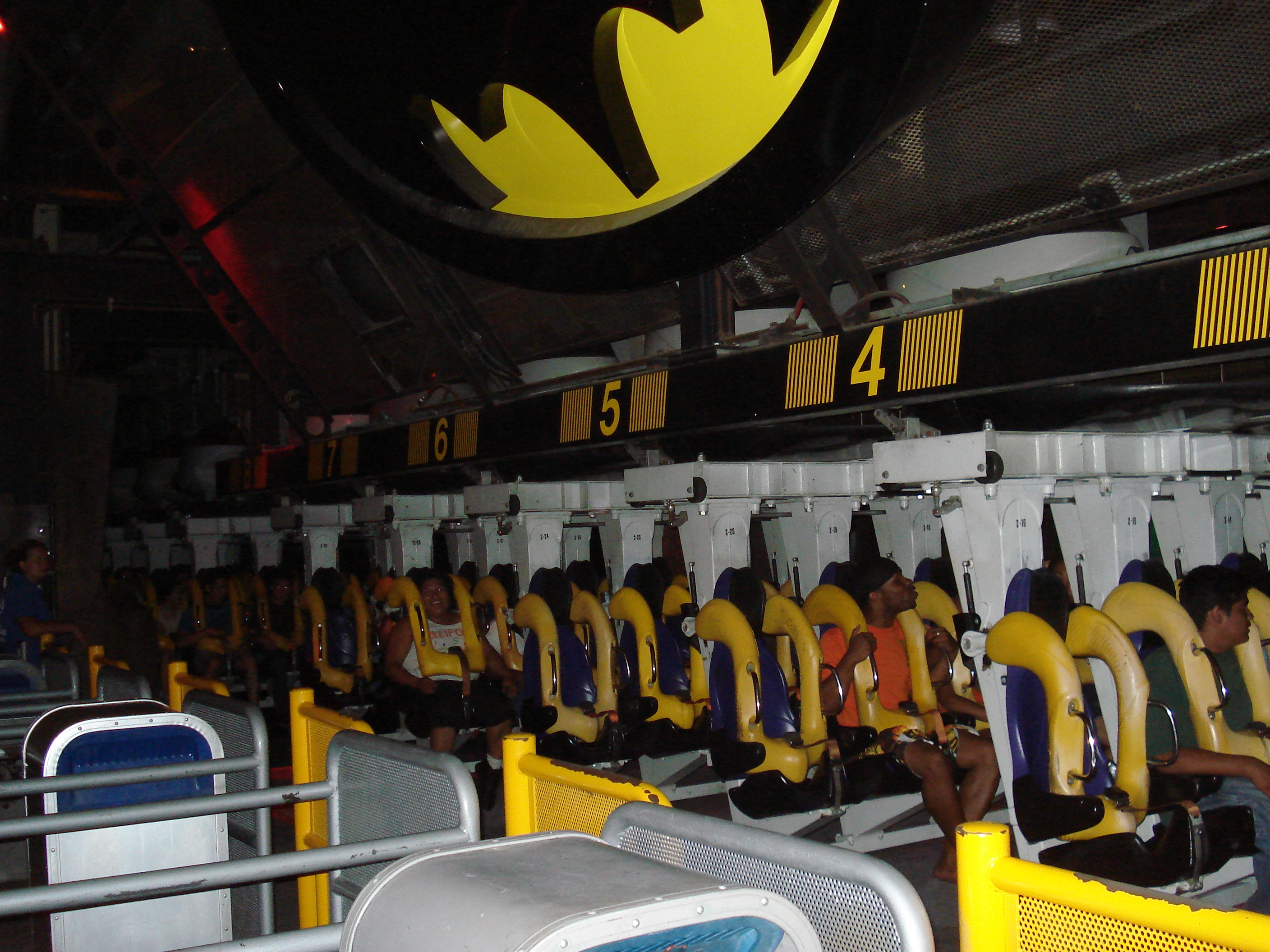
Het station bij Batman: The Ride in Six Flags Magic Mountain met op de voorgrond de wachtrijen met sluithekken.

Een station bij een achtbaan bestaat veelal uit een centraal gelegen rail die ofwel horizontaal ofwel licht vooroverhellend is gebouwd. Remmen worden gebruikt om te voorkomen dat de trein onverhoeds vooruit of achteruit kan rijden, en een speciale inrichting ontgrendelt op het einde van de rit en vergrendelt bij het vertrekken opnieuw de veiligheidsbeugels.

### Wachthekken
Aan de ene zijde van de rails staan de wachtende bezoekers achter hekken klaar. Zodra de bezoekers de achtbaantrein hebben verlaten, nadat de veiligheidsbeugels zijn losgemaakt, kan een medewerker van de attractie de hekken openen, waarna men kan instappen bij de plaats die voor het specifieke hekje beschikbaar is. Bij shuttle-achtbanen, zoals de Giant Inverted Boomerang, zijn de hekken vaak volledig sluitend gemaakt vanwege de hoge snelheid waarmee de achtbaantrein door het station rijdt.

### Veiligheidsbeugels sluiten
Normaliter controleren medewerkers de beugels van iedere bezoeker alvorens de vertrekprocedure van de achtbaan kan worden gestart. Om ongelukken te voorkomen moeten bij alle grotere achtbanen minimaal 2 medewerkers op verschillende plekken op een startknop drukken, dit voorkomt dat een individuele medewerker een interpretatiefout kan maken en de achtbaantrein te vroeg kan wegsturen. Als extra bevatten sommige achtbanen, zoals Pulsar in Walibi Belgium, inrichtingen die de beugels automatisch sluiten.

### Wegklappende of zakkende vloer of stoelen
Bij bepaalde typen achtbanen moet eerst de vloer nog worden weggeklapt. Voorbeelden zijn vloerloze achtbanen als Scream! in Six Flags Magic Mountain en Griffon in Busch Gardens Williamsburg waarbij de vloer tussen de karretjes klapt om in- en uitstappen mogelijk te maken. 
Ook bij achtbanen waarbij de voeten van de passagiers de vloer zouden raken bij het uitrijden zakt de vloer naar beneden. Dit is het geval bij de meeste Suspended Looping Coasters van Vekoma, zoals bijvoorbeeld Vampire (Walibi Belgium). Bij vliegende achtbanen gebouwd door Bolliger & Mabillard, zoals Tatsu, scharnieren de stoelen omhoog alvorens het station wordt verlaten.

### Transportwielen

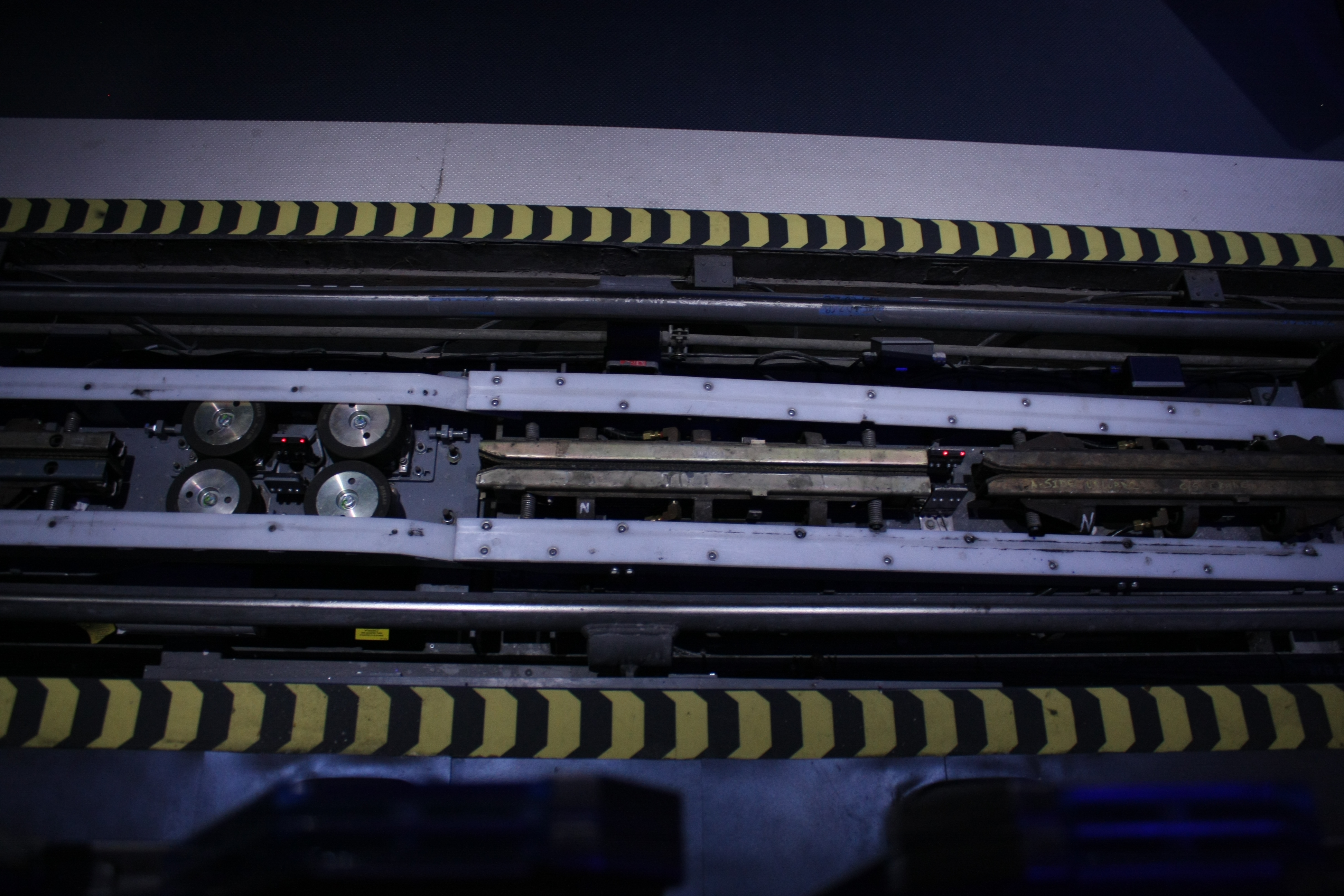
Remmen (midden en rechts) en transportwielen (links) bij Space Mountain in Walt Disney World Resort.

Om de trein na het instappen weer uit het station te krijgen zijn naast de remmen ook transportwielen aangebracht, tenzij het station licht hellend is gebouwd en de achtbaantrein dus vanzelf al vooruit het station uit rolt bij het openen van de remmen. Een voorbeeld hiervan is Weerwolf (Walibi Belgium).

### Controle van debloksecties
Alvorens de achtbaantrein het station verlaat na het vertreksignaal van de medewerkers, controleert een PLC of het baanvak waar de trein heen gaat (meestal de optakeling) vrij is. Deze vorm van baanvakbeveiliging, die lijkt op het blokstelsel bekend van de gewone treinen, voorkomt dat achtbaantreinen op elkaar kunnen botsen. Baanvakken worden gescheiden door remvakken zodat een trein in geval van nood, bijvoorbeeld als er in het volgende blok een trein is stilgevallen, stilgezet kan worden zodat treinen niet op elkaar kunnen botsen. De optakeling geldt ook vaak als baanvak, aangezien deze door de PLC in- en uitgeschakeld kan worden en er een terugrolbeveiliging op aanwezig is waardoor de trein niet achteruit kan vallen.
Bij veel achtbanen met twee treinen zijn er drie vakken of bloksecties: de optakeling, de gehele achtbaan zelf, en het station. Als één trein in het station staat en de tweede beëindigt de baan, wordt de tweede trein geremd op de remmen vóór het station. Wanneer de eerste trein het station uitrijdt en de optakeling oprijdt, mag de tweede het station binnenrijden. Pas wanneer deze in het station is, mag de eerste trein de optakeling afrijden en aan de baan beginnen. Indien er géén terugrolbeveiliging zou zijn, mag er geen tweede trein op de baan rijden omdat de eerste trein bij een kettingbreuk achteruit terug het station kan invallen en zo achterwaarts op de tweede trein zou kunnen botsen.
Bij achtbanen met kleine treintjes, zoals wildemuis-achtbanen of bijvoorbeeld Lost Gravity in Walibi Holland of Naga Bay in Bobbejaanland, zijn hier en daar remblokken midden op de baan aangebracht. Deze verdelen de baan verder op in extra bloksecties.

## Speciale stations

### Tweedelige stations
Bij sommige achtbanen is het in- en uitstappen gescheiden over 2 perrons. Een voorbeeld hiervan zijn de Winjas in Phantasialand waarbij voor iedere baan 2 stations beschikbaar zijn. 1 station is alleen voor het instappen en 1 station is alleen voor het uitstappen. Nadeel hiervan is dat bagage niet op het perron kan worden achtergelaten. Een voordeel is het grotere aantal baanvakken wat meer treinen mogelijk maakt en het gelijktijdig in- of uitstappen bij twee treinen: terwijl mensen uit de ene trein uitstappen, kan in de tweede worden ingestapt en hoeft men in het station dus niet te wachten tot iedereen is uitgestapt. Bijgevolg is de capaciteit van de achtbaan zo dus hoger.

### Dubbele stations

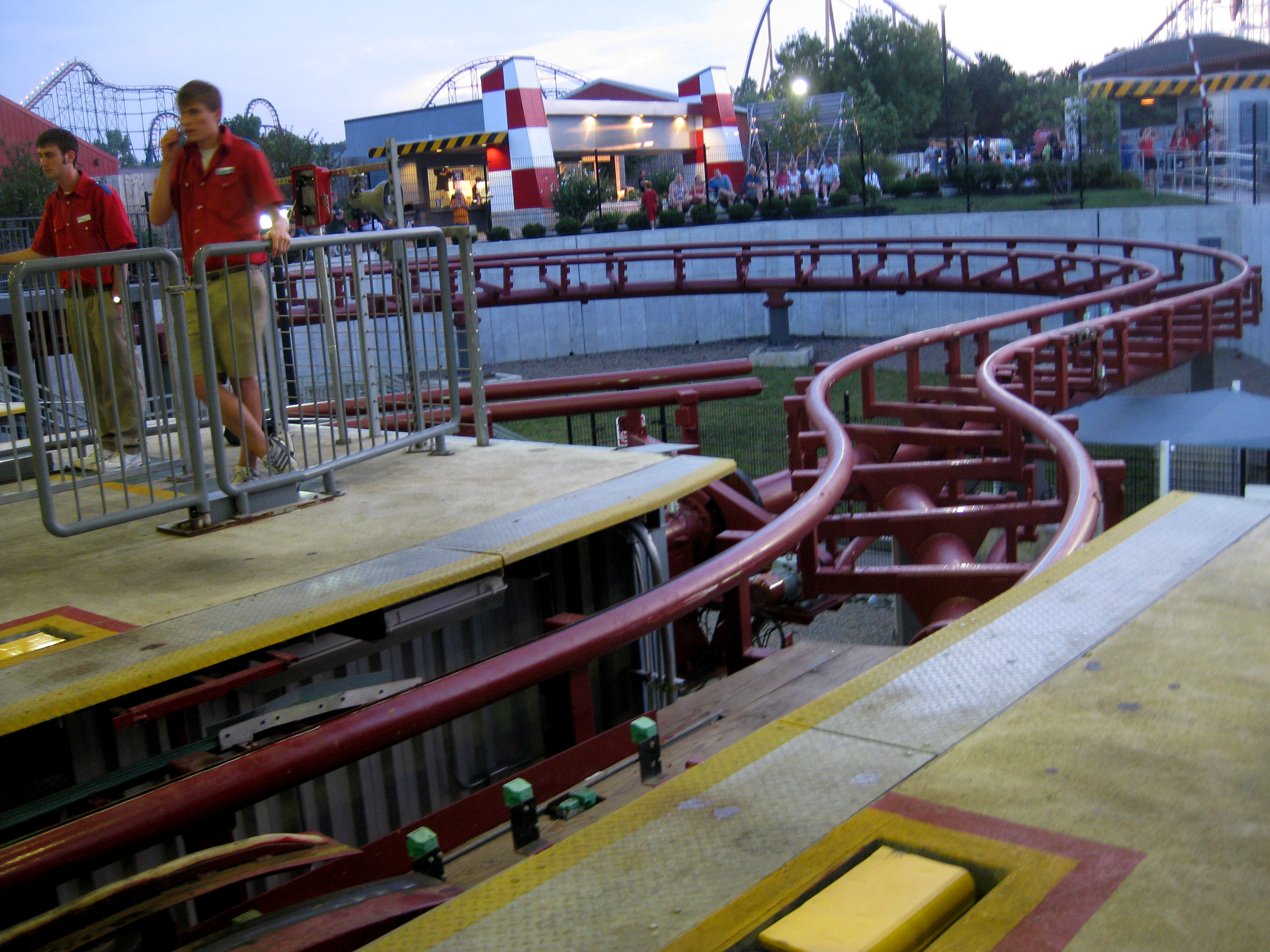
De wissel in de achtbaanrails van Firehawk in Kings Island vlak voor het station.

Bij achtbanen waar de passagiers in een achtbaantrein stappen met extra veel beugels of met een afwijkende stand van de stoelen, waardoor het in- en uitstappen veel tijd in beslag neemt, worden soms twee parallelle stations gebruikt. Dit maakt het mogelijk om twee achtbaantreinen tegelijk in en uit te laden en zo meer personen per uur te verwerken. Er wordt dan gebruikgemaakt van een baanwissel om afwisselend een trein naar het ene en het andere station te rijden. Dubbele stations worden vooral veel gebruikt in vliegende achtbanen waarin veel gebruik wordt gemaakt van bewegende stoelen en extra gordels en beugels.
Voorbeelden van achtbanen met een dubbel station zijn Firehawk in Kings Island, Tatsu in Six Flags Magic Mountain, Galactica in Alton Towers, Storm Runner in Hersheypark en Superman: Ultimate Flight in Six Flags Over Georgia.
Bij tweelingachtbanen, duellerende achtbanen en möbiusachtbanen wordt ook gebruikgemaakt van een dubbel station. Deze station hebben echter geen wissel aangezien de achtbaan bestaat uit twee banen, de stations zijn dan ook vergelijkbaar met twee aparte normale achtbaanstations.

## Stations bij andere typen attracties
Veel andere soorten attracties gebruiken stations die lijken op die van achtbanen, een voorbeeld hiervan is Toy Story Midway Mania! in Disney's Hollywood Studios. Een voorbeeld van een boomstamattractie met een dubbel station is Wild Waterval in Avonturenpark Hellendoorn.
Heel veel attracties gebruiken, vanwege onder andere de voertuigen, andere stationsontwerpen. Bij attracties met een oneindig treintje, die dus over de hele lay-out loopt, is het onpraktisch om de hele trein te stoppen iedere keer dat een voertuig van het treintje in het station is. Ditzelfde geldt voor een systeem waarbij de voertuigen een gemeenschappelijke aandrijving, bijvoorbeeld een sleepkabel, hebben.

### Roterende stations

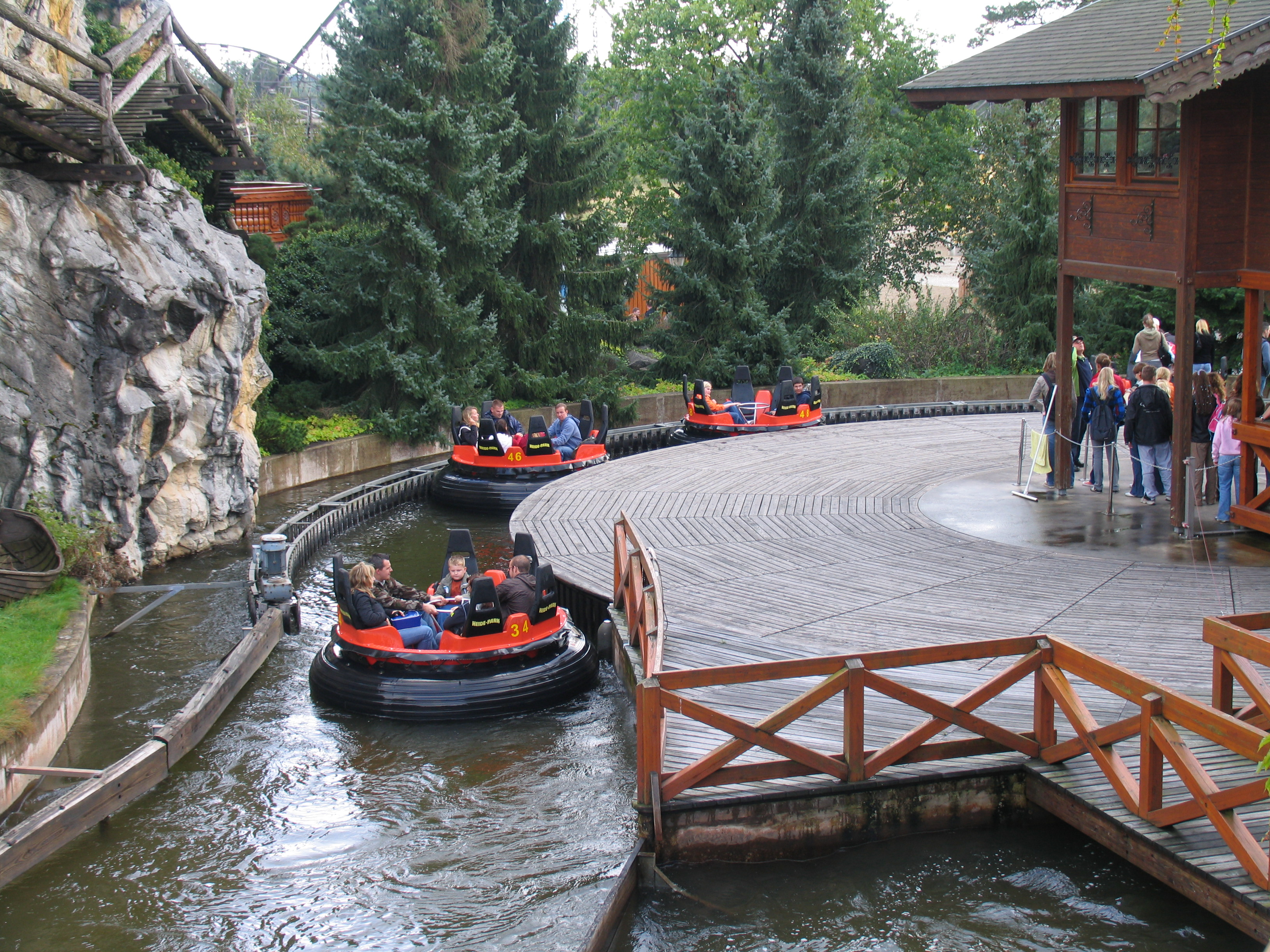
Een meedraaiend station in de rapid river Mountain Rafting in Heide-Park.

Een roterend station wordt gebruikt bij een ononderbroken ketting van wagons of boten of bij waterattracties waar men de boot vanwege de capaciteit of stroming niet stil wil leggen. Het platform wordt gebruikt om passagiers zowel in als uit te laten stappen terwijl het traag doordraait. Een brug die in het midden van het platform eindigt voert de passagiers aan. De absolute snelheid van het platform is in het midden kleiner dan aan de buitenzijde waardoor de overstap van het statische naar het roterende deel gemakkelijker is. Bij rapid rivers met losse boten wordt de boot klemgezet tegen het platform door een lopende band aan de andere zijde. Bij sommige attracties zoals de Gondoletta en het Carnaval Festival worden de voertuigen weleens stilgezet om rolstoelgebruikers in te laten stappen.
Voorbeelden van attracties met een roterend platform als station zijn de Gondoletta, Carnaval Festival, Piraña en Fata Morgana in de Efteling, Romus et Rapidus in Parc Astérix, Bermuda Triangle - Alien Encounter in Movie Park Germany en Radja River in Walibi Belgium.

### Stations met loopbanden
Bij attracties waar gebruik wordt gemaakt van een ononderbroken ketting van wagons of waarbij het stilzetten van een voertuig een opstopping zou veroorzaken kan ook gebruik worden gemaakt van een loopband. De bezoeker stapt eerst op een loopband waarna deze zich in een even snel verplaatsend karretje kan stappen. Deze methode is gelijk aan het roterende station met als enige verschil dat de loopband altijd een rechtlijnige beweging maakt. Aangezien bezoekers vaak geholpen worden met in- en uitstappen door medewerkers bestaan veel stations van attracties met loopbanden uit twee delen. Het eerste deel is om de inzittende bezoekers uit te laten stappen waarna in het tweede deel de volgende bezoekers in kunnen stappen. Dit systeem wordt meestal gebruikt bij voertuigen met een kleine capaciteit.
Voorbeelden van attracties met een loopband in het station zijn Droomvlucht in de Efteling en Geister Rikscha in Phantasialand.
Bij de rapid rivers van Vekoma, zijnde Bengal Rapid River in Bellewaerde en El Rio Grande in Walibi Holland, wordt ook gebruikgemaakt van een loopband waar de bezoekers op moeten lopen, maar de boten staan er ook op.

### Stations met lopende banden

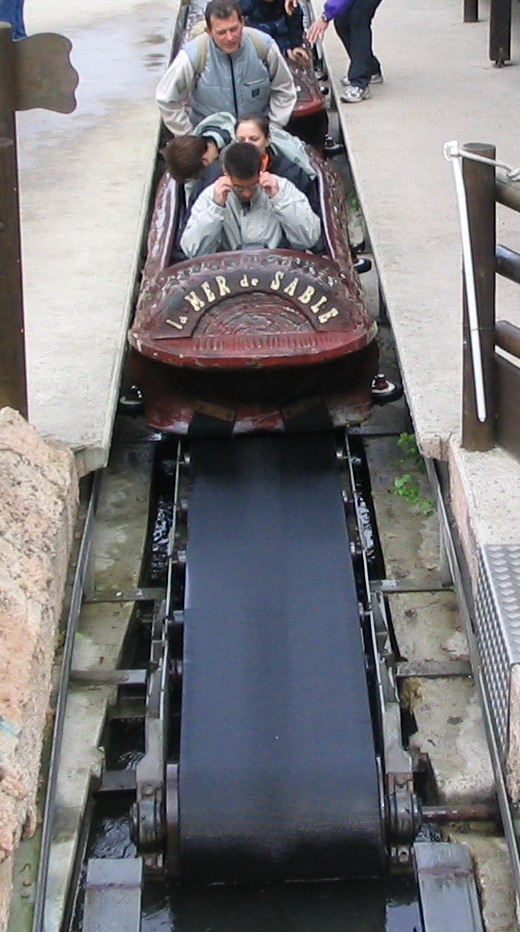
Cheyenne River in het Franse attractiepark La Mer de sable

Bij de meeste boomstamattracties, dus niet de speciale gevallen zoals hierboven vernoemd, wordt de boot langzaam door het station bewogen d.m.v. een traag lopende band terwijl ondertussen de passagiers kunnen in- en uitstappen. Voorbeelden hiervan zijn Crazy River in Walibi Holland, Flash Back in Walibi Belgium, Stonewash en Wildwash Creek in Phantasialand, etc.
Categorie · Afbeeldingen